# Collegio di Clydesdale
Clydesdale fu un collegio elettorale scozzese della Camera dei comuni del Parlamento del Regno Unito dal 1983 al 2005; eleggeva un membro del Parlamento con il sistema maggioritario a turno unico. Con la riorganizzazione dei collegi scozzesi del 2005, l'area del collegio fu redistribuita tra i seggi di Dumfriesshire, Clydesdale and Tweeddale, Lanark and Hamilton East e East Kilbride, Strathaven and Lesmahagow.
L'omonimo collegio del Parlamento scozzese rimane invece in vigore.

## Membri del parlamento
| Elezione | Elezione | Membro           | Partito          |
| -------- | -------- | ---------------- | ---------------- |
|          | 1983     | Judith Hart      | Laburista        |
|          | 1987     | Jimmy Hood       | Laburista        |
|          | 2005     | Collegio abolito | Collegio abolito |

## Risultati elettorali

### Elezioni negli anni 2000
| Partito                    | Partito                                | Candidato                  | Risultati 7 giugno 2001 | Risultati 7 giugno 2001 |
| Partito                    | Partito                                | Candidato                  | Voti                    | %                       |
| -------------------------- | -------------------------------------- | -------------------------- | ----------------------- | ----------------------- |
|                            | Laburista                              | Jimmy Hood                 | 17 822                  | 46,63                   |
|                            | SNP                                    | Jim Wright                 | 10 028                  | 26,24                   |
|                            | Conservatore                           | Kevin Newton               | 5 034                   | 13,17                   |
|                            | Lib Dem                                | Moira Craig                | 4 111                   | 10,76                   |
|                            | Socialista                             | Paul Cockshott             | 974                     | 2,55                    |
|                            | UKIP                                   | Donald Mackay              | 253                     | 0,66                    |
|                            |                                        |                            |                         |                         |
| Iscritti                   | Iscritti                               | Iscritti                   | 64 455                  | 100,00                  |
| ↳ Votanti (% su iscritti)  | ↳ Votanti (% su iscritti)              | ↳ Votanti (% su iscritti)  | 38 222                  | 59,30                   |
| ↳ Astenuti (% su iscritti) | ↳ Astenuti (% su iscritti)             | ↳ Astenuti (% su iscritti) | 26 233                  | 40,70                   |
|                            |                                        |                            |                         |                         |
|                            | Esito: collegio confermato a Laburista |                            |                         |                         |

### Elezioni negli anni 1990
| Partito                    | Partito                                | Candidato                  | Risultati 1º maggio 1997 | Risultati 1º maggio 1997 |
| Partito                    | Partito                                | Candidato                  | Voti                     | %                        |
| -------------------------- | -------------------------------------- | -------------------------- | ------------------------ | ------------------------ |
|                            | Laburista                              | Jimmy Hood                 | 23 859                   | 52,54                    |
|                            | SNP                                    | Andrew Doig                | 10 050                   | 22,13                    |
|                            | Conservatore                           | Mark Izatt                 | 7 396                    | 16,29                    |
|                            | Lib Dem                                | Sandra Grieve              | 3 796                    | 8,36                     |
|                            | BNP                                    | Kenneth Smitht             | 311                      | 0,68                     |
|                            |                                        |                            |                          |                          |
| Iscritti                   | Iscritti                               | Iscritti                   | 63 424                   | 100,00                   |
| ↳ Votanti (% su iscritti)  | ↳ Votanti (% su iscritti)              | ↳ Votanti (% su iscritti)  | 45 412                   | 71,60                    |
| ↳ Astenuti (% su iscritti) | ↳ Astenuti (% su iscritti)             | ↳ Astenuti (% su iscritti) | 18 012                   | 28,40                    |
|                            |                                        |                            |                          |                          |
|                            | Esito: collegio confermato a Laburista |                            |                          |                          |

| Partito                    | Partito                                | Candidato                  | Risultati 9 aprile 1992 | Risultati 9 aprile 1992 |
| Partito                    | Partito                                | Candidato                  | Voti                    | %                       |
| -------------------------- | -------------------------------------- | -------------------------- | ----------------------- | ----------------------- |
|                            | Laburista                              | Jimmy Hood                 | 21 418                  | 44,59                   |
|                            | Conservatore                           | Carol Goodwin              | 11 231                  | 23,38                   |
|                            | SNP                                    | Iain Gray                  | 11 084                  | 23,08                   |
|                            | Lib Dem                                | Elspeth M. Buchanan        | 3 957                   | 8,24                    |
|                            | BNP                                    | Stephen Cartwright         | 342                     | 0,71                    |
|                            |                                        |                            |                         |                         |
| Iscritti                   | Iscritti                               | Iscritti                   | 61 893                  | 100,00                  |
| ↳ Votanti (% su iscritti)  | ↳ Votanti (% su iscritti)              | ↳ Votanti (% su iscritti)  | 48 032                  | 77,60                   |
| ↳ Astenuti (% su iscritti) | ↳ Astenuti (% su iscritti)             | ↳ Astenuti (% su iscritti) | 13 861                  | 22,40                   |
|                            |                                        |                            |                         |                         |
|                            | Esito: collegio confermato a Laburista |                            |                         |                         |

### Elezioni negli anni 1980
| Partito                    | Partito                                | Candidato                  | Risultati 11 giugno 1987 | Risultati 11 giugno 1987 |
| Partito                    | Partito                                | Candidato                  | Voti                     | %                        |
| -------------------------- | -------------------------------------- | -------------------------- | ------------------------ | ------------------------ |
|                            | Laburista                              | Jimmy Hood                 | 21 826                   | 45,30                    |
|                            | Conservatore                           | Raymond Robertson          | 11 324                   | 23,50                    |
|                            | Social Democratico                     | John Boyle                 | 7 909                    | 16,41                    |
|                            | SNP                                    | Michael Russell            | 7 125                    | 14,79                    |
|                            |                                        |                            |                          |                          |
| Iscritti                   | Iscritti                               | Iscritti                   | 61 618                   | 100,00                   |
| ↳ Votanti (% su iscritti)  | ↳ Votanti (% su iscritti)              | ↳ Votanti (% su iscritti)  | 48 186                   | 78,20                    |
| ↳ Astenuti (% su iscritti) | ↳ Astenuti (% su iscritti)             | ↳ Astenuti (% su iscritti) | 13 432                   | 21,80                    |
|                            |                                        |                            |                          |                          |
|                            | Esito: collegio confermato a Laburista |                            |                          |                          |

| Partito                    | Partito                                | Candidato                  | Risultati 9 giugno 1983 | Risultati 9 giugno 1983 |
| Partito                    | Partito                                | Candidato                  | Voti                    | %                       |
| -------------------------- | -------------------------------------- | -------------------------- | ----------------------- | ----------------------- |
|                            | Laburista                              | Judith Hart                | 17 873                  | 38,80                   |
|                            | Conservatore                           | Peter Bainbridge           | 13 007                  | 28,24                   |
|                            | Social Democratico                     | Moira Craig                | 9 908                   | 21,51                   |
|                            | SNP                                    | Tom McAlpine               | 5 271                   | 11,44                   |
|                            |                                        |                            |                         |                         |
| Iscritti                   | Iscritti                               | Iscritti                   | 60 207                  | 100,00                  |
| ↳ Votanti (% su iscritti)  | ↳ Votanti (% su iscritti)              | ↳ Votanti (% su iscritti)  | 46 059                  | 76,50                   |
| ↳ Astenuti (% su iscritti) | ↳ Astenuti (% su iscritti)             | ↳ Astenuti (% su iscritti) | 14 148                  | 23,50                   |
|                            |                                        |                            |                         |                         |
|                            | Esito: collegio confermato a Laburista |                            |                         |                         |